# María Kiseliova
María Kiseliova –en ruso, Мария Киселёва– (28 de septiembre de 1974) es una deportista rusa que compitió en natación sincronizada.
Participó en tres Juegos Olímpicos de Verano entre los años 1996 y 2004, obteniendo tres medallas de oro, dos en Sídney 2000 y una en Atenas 2004. Ganó dos medallas de oro en el Campeonato Mundial de Natación, en los años 1998 y 2003, y nueve medallas de oro en el Campeonato Europeo de Natación entre los años 1995 y 2004.

## Palmarés internacional
| Juegos Olímpicos   | Juegos Olímpicos     | Juegos Olímpicos | Juegos Olímpicos |
| Año                | Lugar                | Medalla          | Prueba           |
| ------------------ | -------------------- | ---------------- | ---------------- |
| 2000               | Sídney (Australia)   | Medalla de oro   | Dúo              |
| 2000               | Sídney (Australia)   | Medalla de oro   | Equipo           |
| 2004               | Atenas (Grecia)      | Medalla de oro   | Equipo           |
| Campeonato Mundial |                      |                  |                  |
| Año                | Lugar                | Medalla          | Prueba           |
| 1998               | Perth (Australia)    | Medalla de oro   | Equipo           |
| 2003               | Barcelona (España)   | Medalla de oro   | Equipo           |
| Campeonato Europeo |                      |                  |                  |
| Año                | Lugar                | Medalla          | Prueba           |
| 1995               | Viena (Austria)      | Medalla de oro   | Dúo              |
| 1995               | Viena (Austria)      | Medalla de oro   | Equipo           |
| 1997               | Sevilla (España)     | Medalla de oro   | Dúo              |
| 1997               | Sevilla (España)     | Medalla de oro   | Equipo           |
| 1999               | Estambul (Turquía)   | Medalla de oro   | Dúo              |
| 1999               | Estambul (Turquía)   | Medalla de oro   | Equipo           |
| 2000               | Helsinki (Finlandia) | Medalla de oro   | Dúo              |
| 2000               | Helsinki (Finlandia) | Medalla de oro   | Equipo           |
| 2004               | Madrid (España)      | Medalla de oro   | Equipo           |